# Goudwangspecht
De goudwangspecht (Melanerpes chrysogenys) is een vogel uit de familie Picidae.

## Verspreiding en leefgebied
Deze soort is endemisch in westelijk Mexico en telt twee ondersoorten:
- M. c. chrysogenys: noordwestelijk Mexico.
- M. c. flavinuchus: zuidwestelijk Mexico.

## Status
De grootte van de populatie is in 2019 geschat op 50.000-500.000 volwassen vogels. Op de Rode lijst van de IUCN heeft deze soort de status niet bedreigd.